# Iliwerung
Iliwerung är en vulkan i Indonesien. Den ligger i provinsen Nusa Tenggara Timur, i den sydöstra delen av landet. Toppen på Ile Adowajo är 1 018 meter över havet. Iliwerung ligger på ön Pulau-pulau Solor.
Den högsta punkten i närheten är Ile Mauraja, 1 030 meter över havet, 1,7 km nordväst om Iliwerung.